# Holz (Kerkrade)
Holz is een wijk in het oosten van de gemeente Kerkrade in de Nederlandse provincie Limburg. De wijk is onderdeel van het stadsdeel Kerkrade-Centrum of Kerkrade-Oost en bevindt zich tegen de grens met Duitsland in het oosten. Op een deel van de grens ligt de Nieuwstraat. Oorspronkelijk heette de kern van de wijk Kloosterveld.
Aan de zuidzijde grenst Holz aan Bleijerheide, in het westen aan Kerkrade-Centrum en in het noorden aan Rolduckerveld. Holz ligt zelf op het Plateau van Kerkrade.
In Holz staat de Sint-Catharinakerk. In de wijk is het fluit- en tamboerkorps Wilhelmina-Holz gevestigd, een bloeiende muziekvereniging. Zeer markant was het bekende café Hamers dat in 2011 zijn 100-jarig bestaan mocht vieren. In 2020 sloot het café zijn deuren. 
Bleijerheide · Chevremont · Eygelshoven · Gracht · Haanrade · Ham · Heilust · Holz · Hopel · Kaalheide · Kaffeberg · Kerkrade-Centrum · Locht · Mucherveld · Nulland · Rolduckerveld · Spekholzerheide · Terwinselen · Vink · Waubacherveld

Limburg: Steden en dorpen      Nederland: Provincies · Gemeenten